# 大觉寺 (北京)
40°03′09″N 116°06′24″E / 40.052467°N 116.106568°E
敕建大觉禅寺，又称大觉禅寺、西山大觉寺，是位于北京西郊阳台山（旸台山）南麓的一座千年古刹，以清泉、古树、玉兰、环境优雅而闻名。大觉寺始建于辽代，称清水院，金代时大觉寺为金章宗西山八大水院之一，后改名灵泉寺，明重建后改为大觉寺。大觉寺是北京市市级重点文物保护单位，现作为北京市文物局下属的博物馆向公众开放。
大觉寺内共有古树160株，有1000年的银杏、300年的玉兰，古娑罗树，松柏等，此外，还有大量的被列入保护范围的古树。大觉寺的玉兰花与法源寺的丁香花、崇效寺的牡丹花被称为北京三大花卉寺庙。
1997年，在大觉寺院中成立了明慧茶院，在大觉寺的在憩云轩、四宜堂和院内南北厢房和耳房中设茶室，戒堂改建为绍兴菜馆，僧房改为客房，还有豪华套房。每年四月，大觉寺都举办大觉寺玉兰文化节。

## 历史沿革
- 辽代咸雍四年（1068年），善人邓从贵出资修庙。并刻《大藏经》，始称清水院
- 金代成为皇家行宫，金章宗时成为西山八大水院之一。
- 明宣德三年（1428年）重修，并改名大觉寺。
- 明正统十一年(1446年)大修。
- 明成化十四年(1478年)大修。
- 明末，寺庙被毁。
- 清康熙五十九年(1720年)，雍亲王对大觉寺进行了修建，增建四宜堂、领要亭等。完工后，推荐迦陵性音出任大觉寺住持。
- 清乾隆十二年（1747年）重修，并赐建迦陵舍利塔。
- 1930年代，山门遭雷击，被毁。
- 1952年，北京林学院在此筹建，并以此为临时校舍。
- 1972年，北京智化寺三世佛移到大觉寺。
- 1979年，大觉寺被列入北京市第二批文物保护单位。
- 1986年11月15日，大觉寺龙王堂发生火灾，烧毁古建筑一间，引起社会关注，这是一起责任事故。[1]
- 1988年，大觉寺移交交给北京市文物局。
- 1992年4月10日，大觉寺对公众开放。[1]
- 2003年11月，修缮了无量寿佛殿背面的南海观音大型悬塑， 并复原了包括四大天王，韦驮在内的24尊佛像。

## 寺院建筑
寺院坐西朝东，山门朝向太阳升起的方向。体现了辽国时期契丹人朝日的建筑格局。寺依山势而建，主要由中路寺庙建筑，南路行宫和北路僧房所组成，总占地6000平方米。 中路自山门向上到龙王堂分别建有山门，碑亭，放生池/桥，钟楼和鼓楼，天王殿，大雄宝殿，无量寿佛殿，大悲坛；南路有四宜堂，憩云轩；北路有方丈院，玉兰院。寺院后部，也是最高处有寺庙园林，包括迦陵和尚塔，灵泉池，龙王堂和领要亭等。寺院西北李子峪有清泉，汇入灵泉池，并从灵泉池分两路出发流经整个寺院，最后汇集于天王殿前的放生池。

### 中路
大觉寺的山门为一三间歇山式建筑，下面是砖石结构，开拱门一，上有匾额“敕建大觉禅寺”，上面是木结构的斗拱和屋顶。山门左右有撇子墙。
进了山门，对着第一殿，天王殿，院子很大，从东到西分别是左右碑亭各一，西面是公德池，又称放生池，公德桥，在向西是钟楼和鼓楼。
天王殿，因内有弥勒佛，所以又称弥勒殿。天王殿正中是弥勒佛雕像，殿两侧是四大天王雕像。

北京大觉寺天王殿中的四大天王塑像
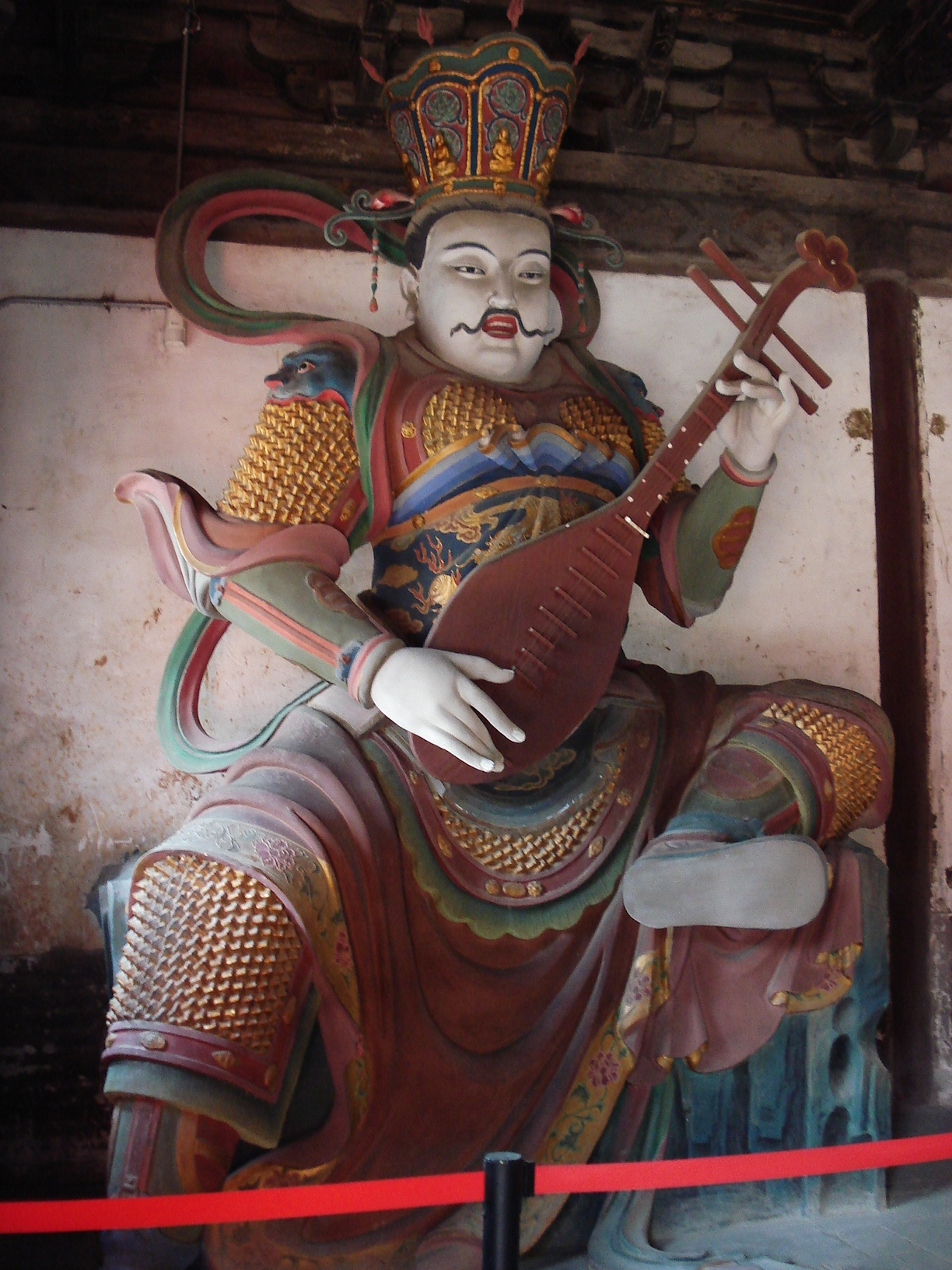
东方持国天王
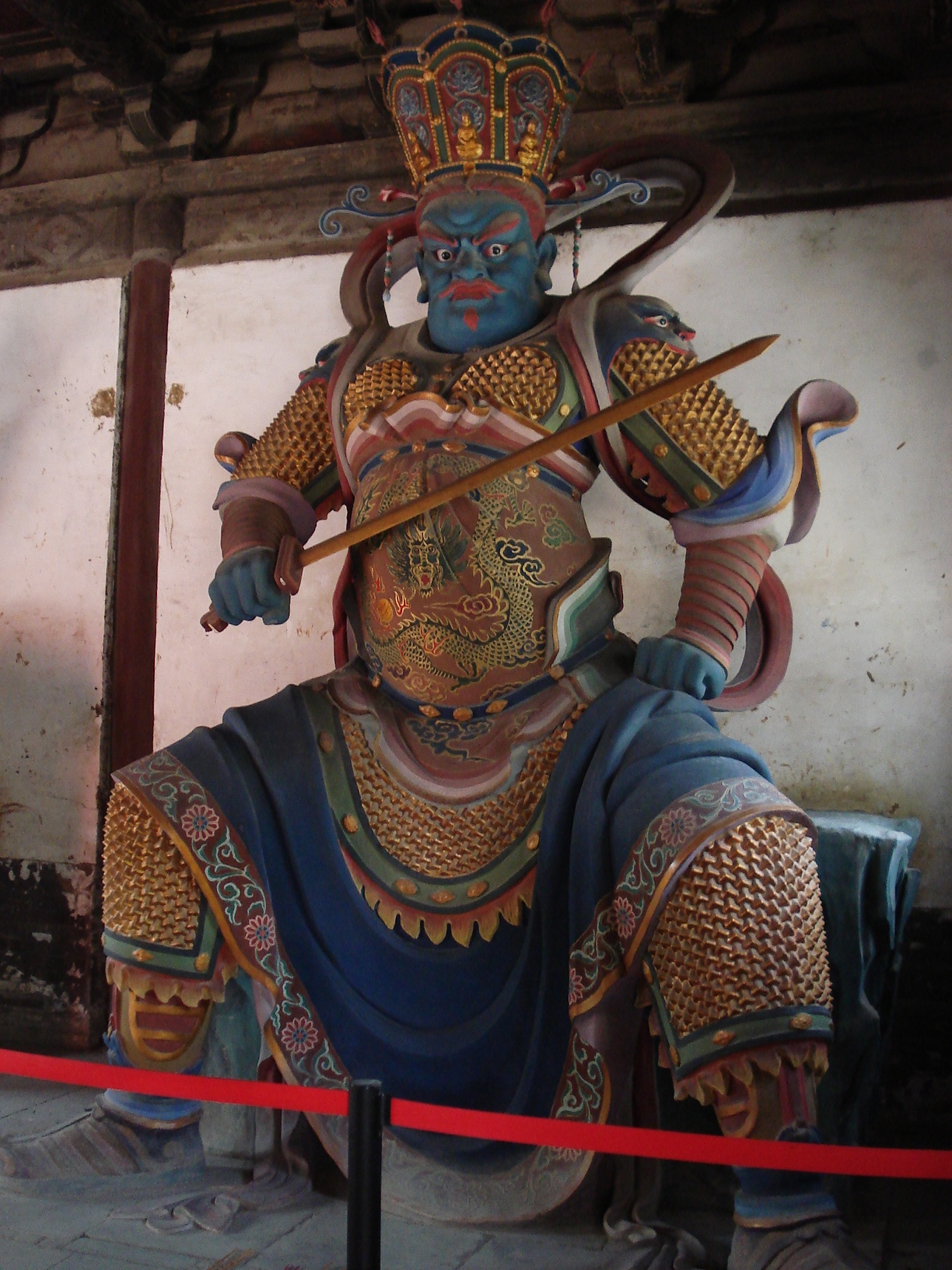
南方增长天王
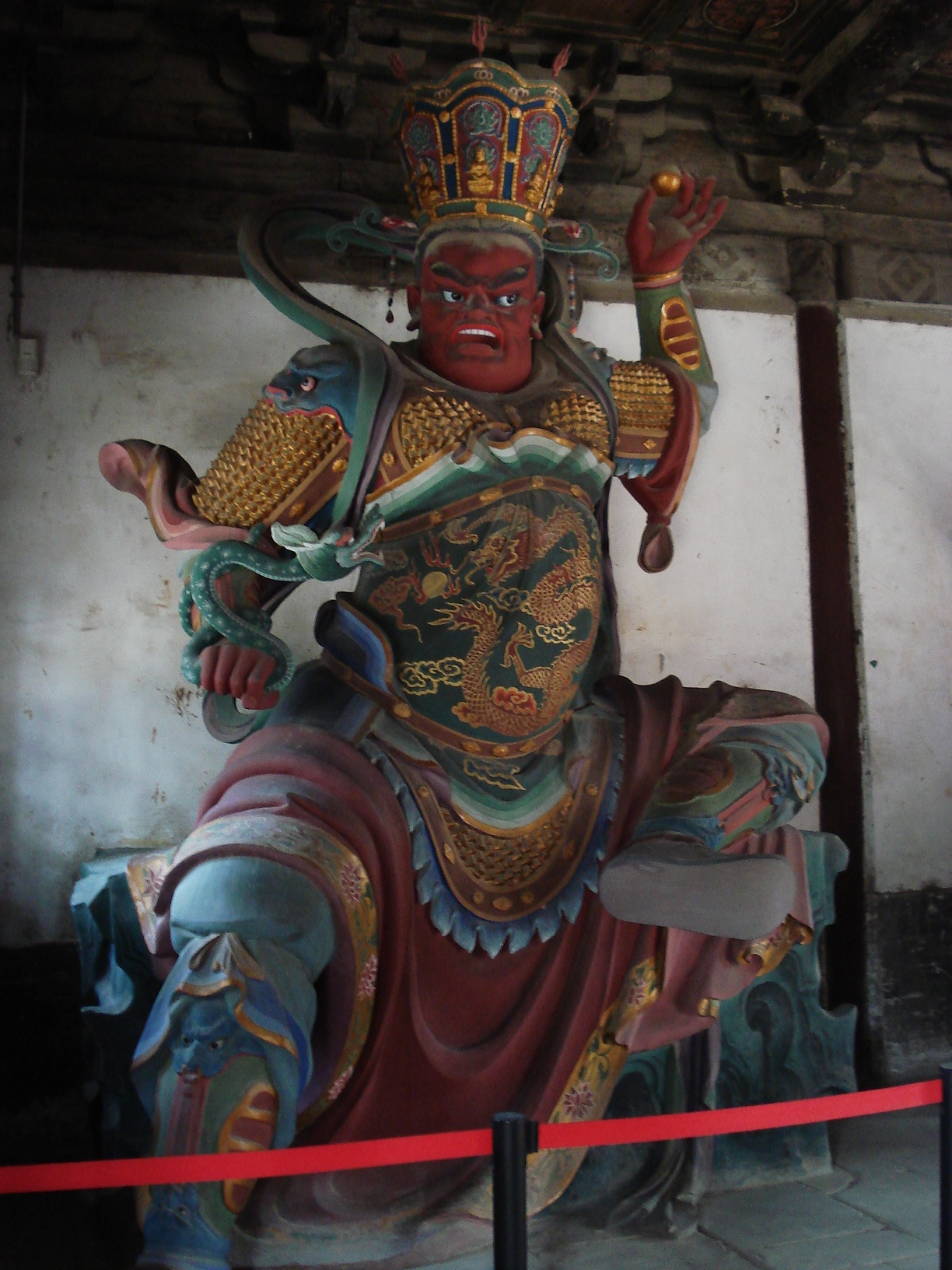
西方广目天王
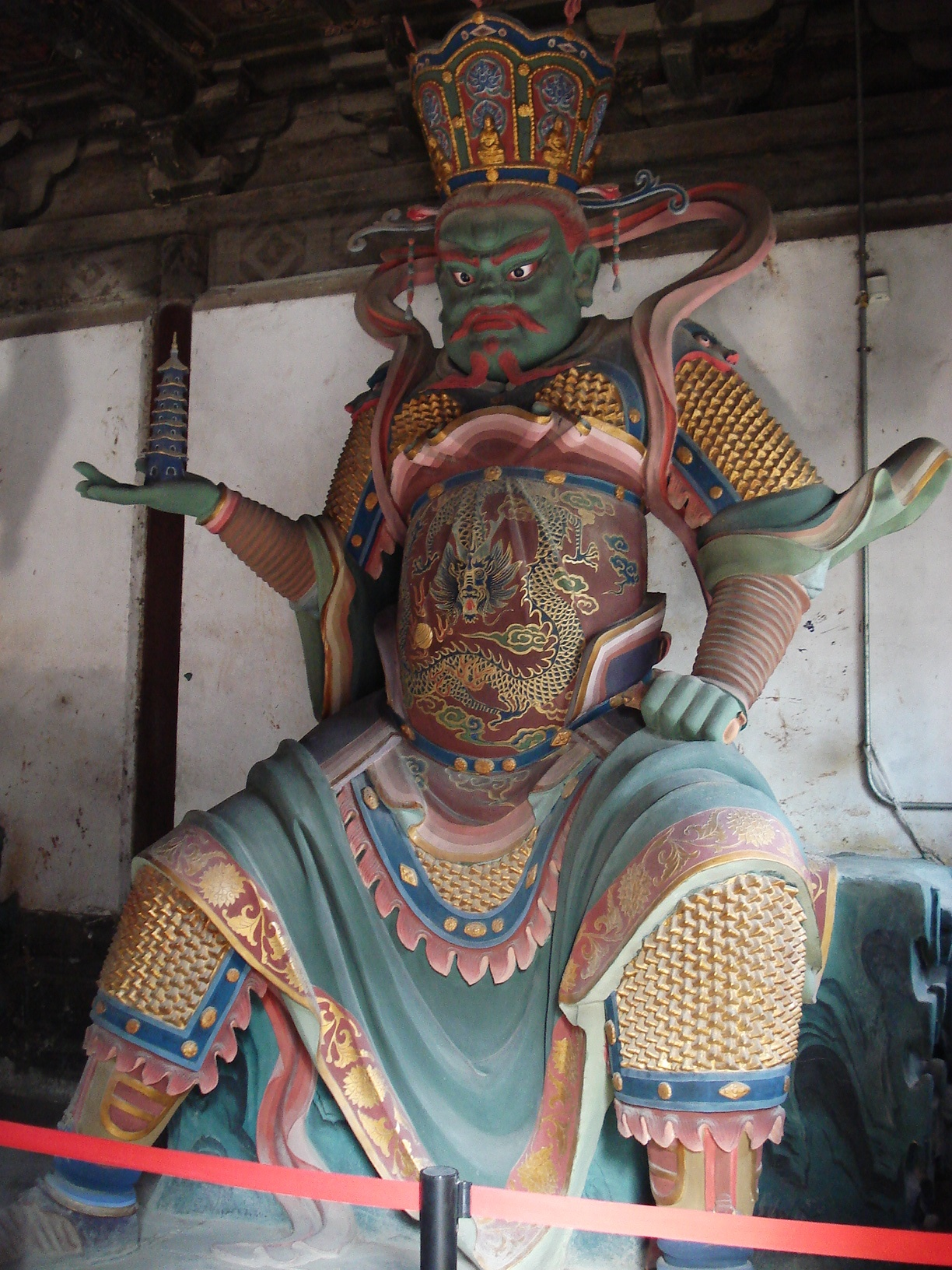
北方多闻天王

穿过天王殿，是大雄宝殿。大雄宝殿供的是三世佛，大觉寺现在的三世佛像是1972年从智化寺移来的。
大雄宝殿北是无量寿佛殿。无量寿佛殿上悬有“动静等观”的匾，是乾隆御笔。殿内正中供奉着无量寿佛（即阿弥陀佛）坐像，左右是观音菩萨和大势至菩萨立像，无量寿佛、观音菩萨和大势至菩萨被称为西方三圣。 背面供奉着南海观音，又称海岛观音。

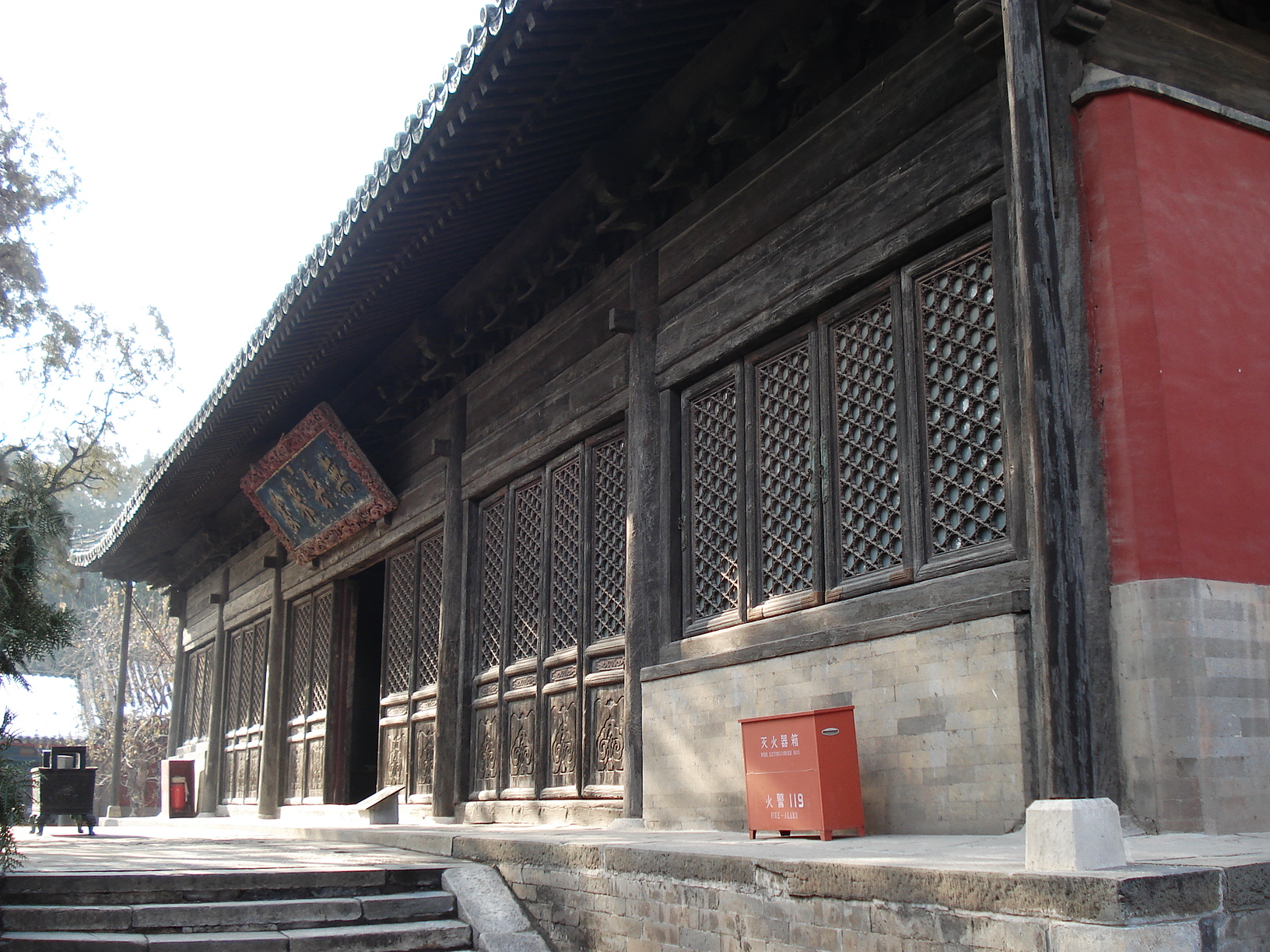
修旧如旧的大觉寺明代大雄宝殿立面

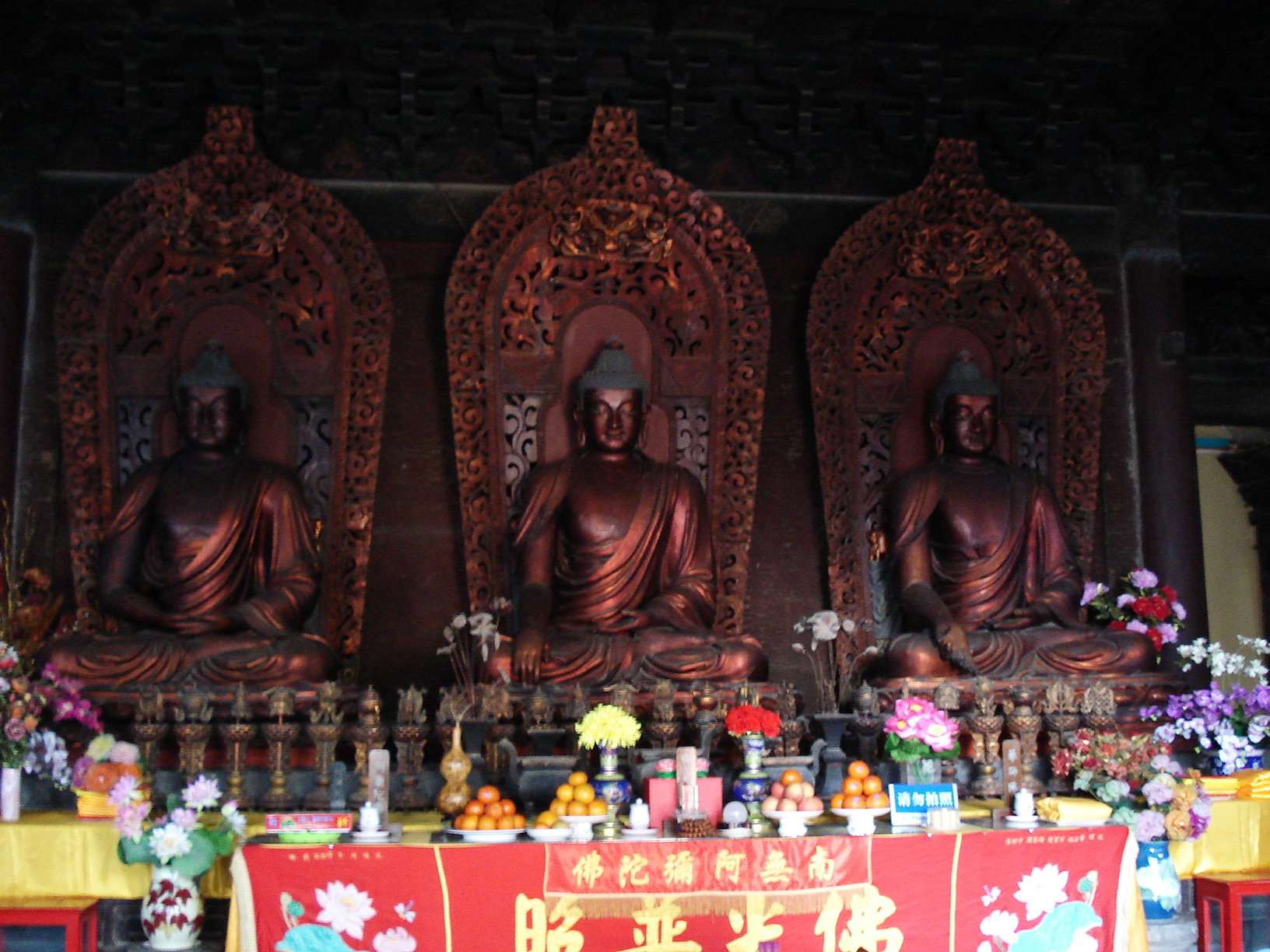
大觉寺大雄宝殿供奉的明代木雕横三世佛（从左至右：阿弥陀佛，迦牟尼佛，药师佛）

无量寿殿前左右各有一块碑，南面一块是明成化十四年(1478年)所建，刻有《御制重修大觉寺碑》。 
北面一块明弘治十七年（1504年）为明孝宗所建，刻有《大明敕谕》，记载了明成化十四年（1478年）奉周太后之命重修大觉寺的历史，又称为大明敕谕碑。
大悲堂，又称大悲坛，位于中路建筑北端，悬有大匾“最上法门”，其北面坡上有迦陵舍利塔，灵泉池，和龙王堂。现在里面的佛像已不存在，在这里进行《大觉寺历史沿革展览》。

### 南路
四宜堂，俗称南玉兰院，位于寺院的南路，修建于康熙年间，是雍正皇帝以自己斋号命名建筑。四宜堂北是乾隆皇帝题名的憩云轩。

### 北路
大觉寺的北院为僧人居住，有方丈前院、方丈后院、北玉兰院等建筑。

### 后院
龙王堂位于全寺最高处， 是一座两层建筑，在龙王堂前有一水池，称为灵泉。 龙王堂的建筑是新修复的。
领要亭位于寺院的西南角坡上，是一六角攒尖顶的亭子，名字来自“山寺之趣此领要，付与山僧阅小年”诗，据说是乾隆或雍正所做，旁边还有一石，上刻有乾隆于丙戌年的一首题诗。

### 迦陵舍利塔

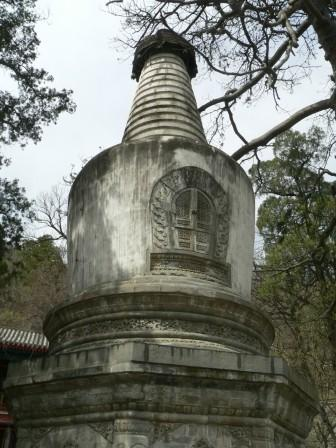
迦陵舍利塔正面

又称迦陵和尚塔、大觉寺塔，是清代雍正年间寺内住持迦陵禅师的墓塔，建于乾隆十二年（1747年）。迦陵舍利塔矗立在大悲堂北侧全寺的最高点，高12米，是覆钵式塔，与北海永安寺白塔的形制相仿。迦陵舍利塔塔基是两层须弥座，下面的八角须弥座刻有仰莲和伏莲纹样，在八个面中心和四周都镶嵌有砖雕，转角处的角柱上有连珠、如意等纹样，其上的圆形须弥座上刻有仰莲和伏莲，束腰处有花草图案。须弥座之上是三层叠涩金刚圈，在上是塔肚，塔肚正面开有壶门，壶门下方有一个由连珠纹装饰的座，壶门周围装饰有火焰纹样，假门上还有石刻的窗棂。 塔肚上是十三层相轮，没有基座，相轮上是由伞盖和宝珠组成的塔刹，伞盖上刻有流云纹和佛字，并挂有铜铎。刹顶的宝珠上有蕉叶纹装饰。
在白塔的左右，有一棵松树和柏树，松柏的枝条向白塔伸出，似将白塔抱住，因此称为松柏抱塔。

## 大觉寺八绝
大觉寺的风景以大觉寺八绝为主，分别是：

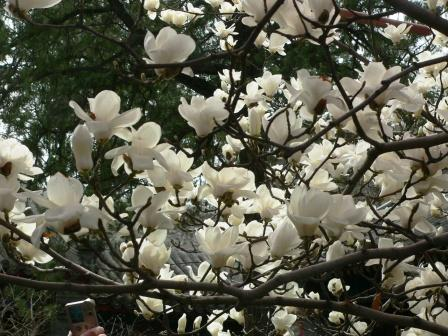
古寺兰香
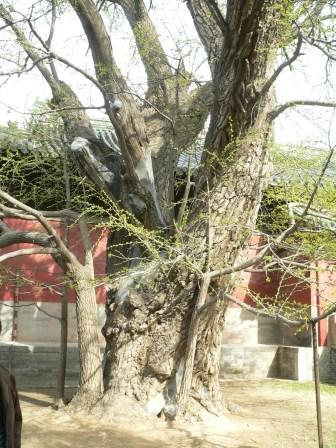
千年银杏
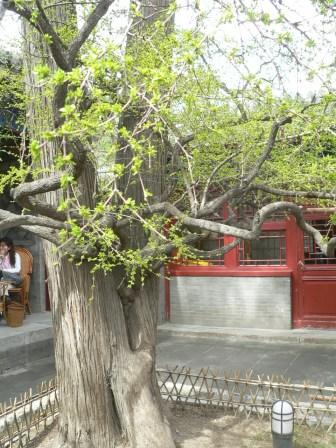
鼠李寄柏
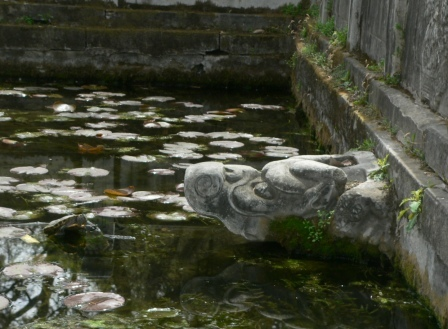
灵泉泉水
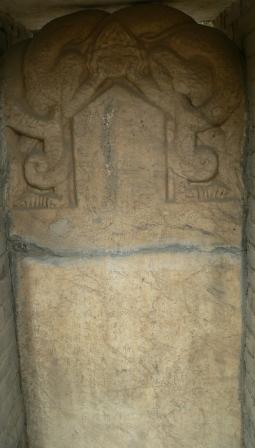
辽代古碑
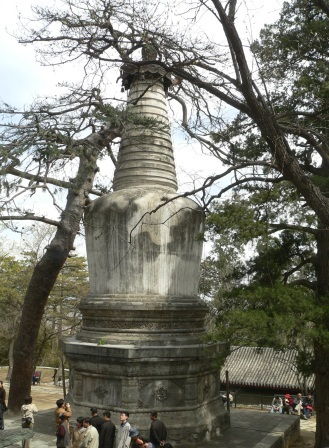
松柏抱塔

关于八绝的内容，有不同的说法，如：
- 二龙戏珠 - 指泉水流入寺中，在灵泉池相会。
- 公德水兽 - 公德池左右两边各一石刻龙头散水，寺内的两股清流在这经龙头注入公德池，据说是辽代所造。
- 迦陵佛塔 - 同松柏抱塔
- 辽代石碑 - 同辽代古碑
- 碧韵清石
- 明清玉兰 - 同古寺兰香
- 千年银杏
- 藤李寄柏 - 包括古藤寄柏和鼠李寄柏

### 古寺兰香
古寺兰香是指四宜堂内的高10多米的白玉兰树，相传为清雍正年间的迦陵禅师亲手从四川移种，树龄超过300岁。玉兰树冠庞大，花大如拳，为白色重瓣，花瓣洁白，香气袭人。
玉兰花于每年的清明前后绽放，持续到谷雨，因此 大觉寺玉兰是北京春天踏青的胜景。

### 千年银杏
在无量寿殿前的左右各有一株银杏树。北面的一株雄性银杏，相传是辽代所植，距今已有900多年的历史，故称千年银杏、辽代“银杏王”。银杏树高25米左右，胸径7.5米。乾隆曾写诗赞誉：“古柯不计数人围，叶茂孙枝缘荫肥。世外沧桑阅如幻，开山大定记依稀”

### 老藤寄柏
大觉寺山门内的功德池桥边，有一古柏，上有老藤从下部树干分支出长出。

### 鼠李寄柏
四宜堂院内，古玉兰的西面，有一颗大柏树，在1米多高分成两个主干，在分叉处长出一颗鼠李树，故称鼠李寄柏

### 灵泉泉水
寺院最高处的龙湾堂前有一方兴水池山后的灵泉汇集到水池的龙首散水上，喷入池中。

### 辽代古碑
在大悲堂的西北侧有一辽代古碑，刻有天王寺志延撰写的《阳台山清水院创造藏经记》。据碑上文字记载是奉辽朝道宗皇帝及萧太后之旨意于戊申年（1068年）三月所立。

### 松柏抱塔
迦陵舍利塔为松柏环绕，南面一棵松树，北面一棵柏树，松树和柏树的枝条向白塔生长，似乎是要伸手将白塔抱住，因此得名松柏抱塔。

### 碧韵清池
在北玉兰院中有一用整块黑色大理石雕刻出的水池，上面流下的泉水蓄在池中，又从池中顺水道向下流淌。石头上刻有“碧韵清”三个大字。

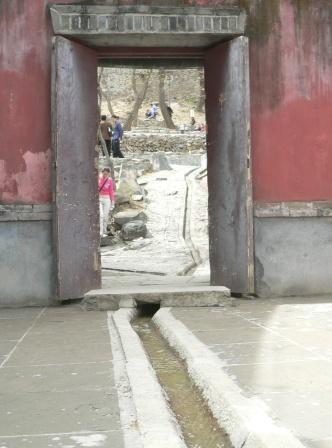
弯弯绕绕环寺的泉水

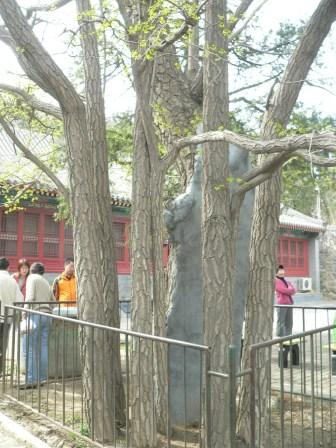
独木成林的银杏树

除了八绝以外，寺内还有其他独特的风景，如独木成林的银杏树，树龄达500年的娑罗树，从龙王堂前分两路流下的泉水等。

## 文人墨客与大觉寺
北京是一个文化城市，因此许多文人墨客也与大觉寺结下了不解之缘。
- 清代词人纳兰性德为大觉寺写有《浣溪沙—大觉寺》：“燕垒空梁画壁寒，诸天花雨散幽关。篆香清梵有无间。蛱蝶乍従帘影度，樱桃半是鸟衔残，此时相对一忘言。”
- 1929年6月15日，冰心与吴文藻在大觉寺的客房中渡过了新婚之夜；
- 俞平伯与朱自清同游大觉寺后，写有《阳台山大觉寺》；
- 1934年4月17日，朱自清夫妇和陈寅恪、俞平伯等同游大觉寺，不久朱自清即为大觉寺的玉兰花写了一首"游戏之作"的新诗：“大觉寺里玉兰花，笔挺挺的一丈多；仰起头来帽子落，看见树顶真巍峨。像宝塔冲霄之势，尖儿上星斗森罗。花儿是万枝明烛，一个焰一个嫦娥；又像吃奶的孩子，一支支小胖胳膊，嫩皮肤蜜糖欲滴，眨着眼儿带笑涡。上帝一定在此地，我默默等候抚摩。”
- 1999年，季羡林先生写有《大觉明慧茶院品茗录》；
- 1954年，郭沫若曾从大觉寺移植了一棵银杏苗到西四的住所，被称为妈妈树，并随郭沫若一家迁入前海西街的郭沫若故居内。